# Marcus Boon
Marcus Bernard Boon (* 1963) ist ein britischer Anglist und Hochschullehrer.

## Leben
Boon wuchs als Sohn englisch-deutscher Eltern in London auf. Er studierte englische Literatur am University College London. 1987 zog er nach New York und arbeitete dort als freiberuflicher Schriftsteller. Seine Promotion erfolgte 2000 bei Richard Sieburth in Vergleichender Literaturwissenschaft an der New York University. Boon unterrichtet Literatur und Kulturtheorie des 20. und 21. Jahrhunderts in der anglistischen Abteilung der York University.

## Schriften (Auswahl)
- The road of excess. A history of writers on drugs. Cambridge 2002, ISBN 0-674-01756-0.
- als Hrsg.: America. A prophecy. A Sparrow reader. Brooklyn 2005, ISBN 1-932360-86-7.
- In Praise of Copying. Cambridge 2010, ISBN 0-674-04783-4.
- mit Eric Cazdyn und Timothy Morton: Nothing. Three inquires in Buddhism. Chicago 2015, ISBN 978-0-226-23326-0.